# تصویر (ترانه دف لپارد)
«تصویر» (به انگلیسی: Photograph) تک‌آهنگی از دف لپارد است. این ترانه در ۳ فوریه ۱۹۸۳ توسط ورتیگو رکوردز منتشر شد، همچنین ترانه در آلبوم هیستری (۱۹۸۳) قرار داشت.